# Albert Speer jr.

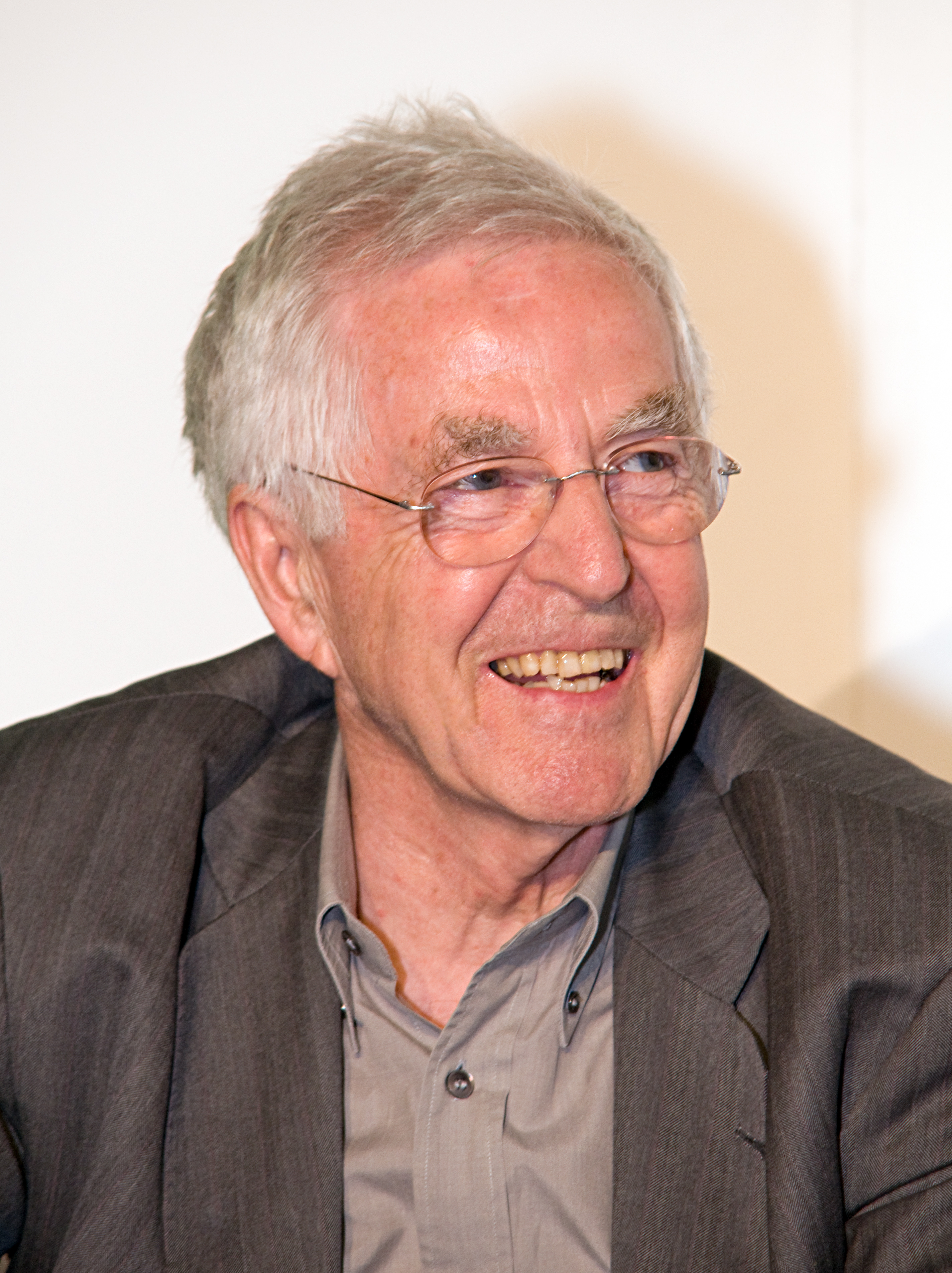
Albert Speer (2010)

Albert Speer jr. (Berlijn, 29 juli 1934 – Frankfurt am Main, 15 september 2017) was een Duits planoloog en architect. Hij was de zoon van Albert Speer, rijksarchitect in nazi-Duitsland onder Adolf Hitler.  Zijn grootvader, Albert Friedrich Speer, was ook architect.
Speer jr. was werkzaam in Frankfurt am Main. De architect was betrokken bij de nieuwbouw van de Europese Centrale Bank en de Europawijk. 
Hij heeft meegewerkt aan verschillende belangrijke Duitse en internationale projecten. Zijn architectenbureau werkte in 2008 mee aan de realisering van de infrastructuur voor de Olympische Spelen van Peking. Hij ontwierp de brede boulevard die de oude keizerlijke Verboden Stad van Peking verbindt met het Olympisch Stadion (het vogelnest).
Hij ontwierp onder meer acht stadions voor het WK voetbal in Qatar in 2022.
Speer jr. was tot op het laatst betrokken bij zijn eigen architectenbureau waar inmiddels 200 mensen werken. Hij overleed in september 2017 na een val die hem uiteindelijk fataal werd.
- Gemeinsame Normdatei: 11921962X
- International Standard Name Identifier: 0000 0000 8181 5498
- Library of Congress Control Number: n84081198
- Nationale Bibliotheek van Polen: a0000003682879
- Nederlandse Thesaurus van Auteursnamen: 112344585
- Système universitaire de documentation: 238485013
- Union List of Artist Names: 500024653
- Virtual International Authority File: 113623123
- WorldCat: E39PBJjxxRDkGJK9j7mX83dWjC